# William Henrique
William Henrique Rodrigues da Silva (sinh ngày 28 tháng 1 năm 1992), còn được biết với tên William Henrique, là một cầu thủ bóng đá chuyên nghiệp người Brasil đang thi đấu ở vị trí tiền đạo cho câu lạc bộ Hà Nội.

## Danh hiệu
Chiangrai United
- Thai League 1: 2019
- Thai FA Cup: 2018
- Thai League Cup: 2018

Hà Nội
- Siêu cúp Quốc gia: 2022